# Hlevíky
Hlevíky (Anthocerotopsida) jsou bezcévné, stélkaté vyšší rostliny. V dřívějších systémech byly řazeny jako třída mechorostů, v současnosti jsou považovány za samostatné oddělení. Má lupenitou stélku se zanořeným pohlavním ústrojím. 

## Charakteristika
Zástupci hlevíků v sobě spojují primitivní a vývojově pokročilé znaky. Prvoklíček je podobně jako u játrovek značně redukován a nebývá zřetelně odlišen od vlastní rostlinky. Stélka je lupenitá, růžicovitého tvaru, dorzoventrální stavby; rhizoidy jsou jednobuněčné a hladké; ventrální šupiny chybějí. Každá buňka obsahuje jediný chloroplast (jen ojediněle 2–3 chloroplasty) s centrálním složeným tělískem bílkovinné povahy – pyrenoidem. Siličná tělíska chybějí, zato se ve stélce někdy objevují dutinky se symbiotickými sinicemi rodu Nostoc převádějícími vzdušný dusík do podoby využitelné organismem hlevíku. Pohlavní orgány jsou ponořeny ve stélce a bývají často chráněny obalnými lístky.

## Životní cyklus

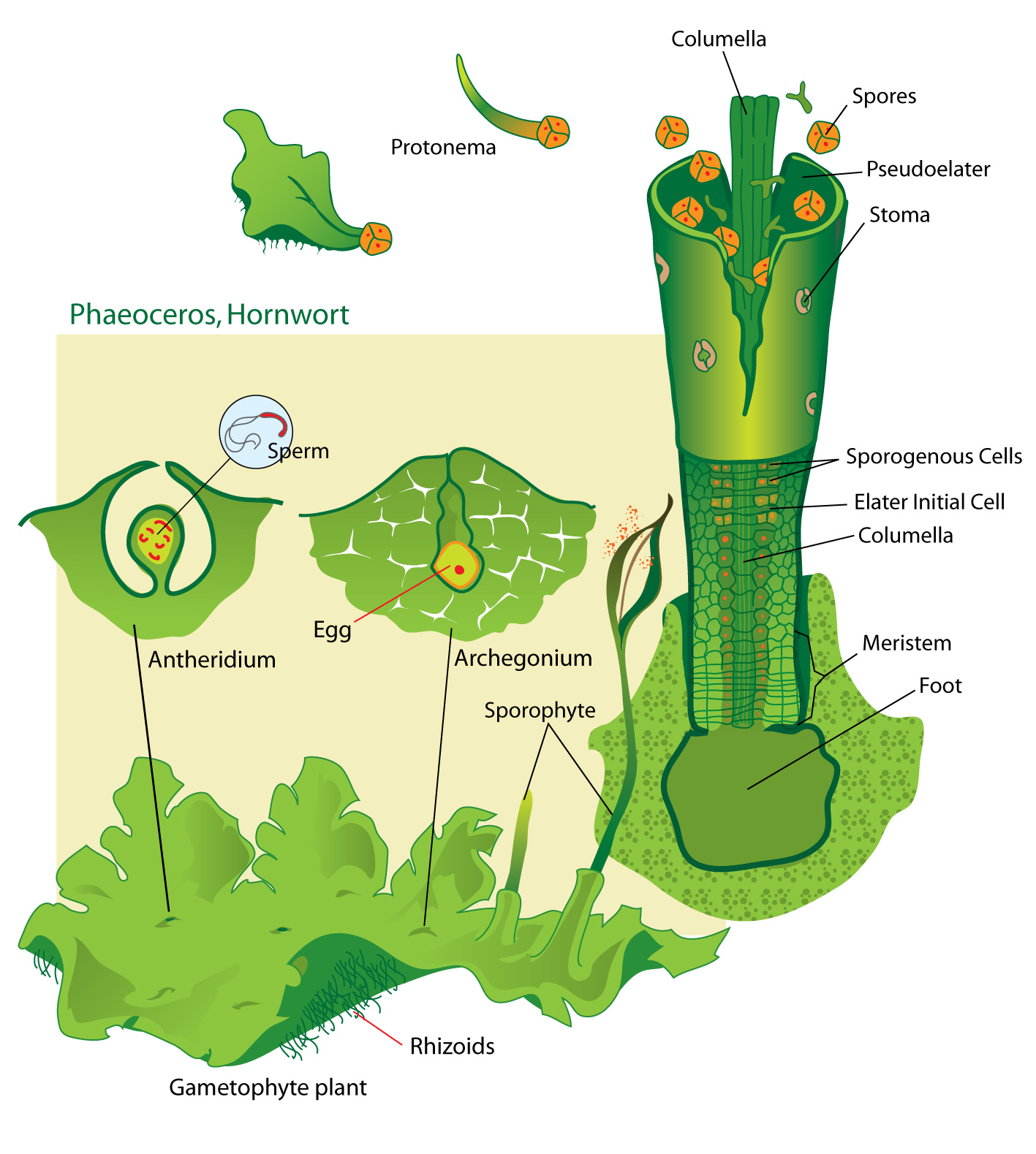
Životní cyklus hlevíků

V životním cyklu dochází ke střídání 2 fází rodozměny: fáze pohlavního gametofytu a fáze nepohlavního sporofytu.

### Gametofyt
Výtrusy (spory) jsou většinou kulovité a jednobuněčné. Během dozrávání bývají dlouhodobě spojeny v tetrády. Jsou relativně velké, což ovlivňuje způsob jejich rozšiřování. Klíčení výtrusů je dvojí: endosporické a exosporické. Apikální buňka je klínovitá a čtyřboká. Stélka je jednoletá nebo vytrvalá. Dosahuje většinou 1–3 cm v průměru. Buňky jsou parenchymatické, tenkostěnné, bez rohových ztluštěnin. Ventrální strana stélky obsahuje často primitivní průduchy.

### Sporofyt
Sporofyt sestává z hlízkovité nohy a dlouhé válcovité tobolky, která je bez štětu. Tobolka obvykle dosahuje délky 0,5 –12 cm. V její stěně je asimilační pletivo a v její pokožce pravé průduchy. Při bázi štětu nalezneme vodivé pletivo. Ve střední části je vytvořen jalový sloupek – kolumela. Kolumela je obklopena výtrusorodným pletivem, z nějž vznikají jednak tetrády výtrusů, jednak elatery či pseudoelatery (mrštníky), sloužící k vymršťování výtrusů z dozrálé tobolky.

## Zástupci
Celkem je známo asi 300 druhů hlevíků. Na českém území byly zjištěny pouze 4 druhy, z toho 2 velmi vzácné. Všechny druhy rostou na holé zemi, na okrajích cest, na polích, strništích apod.
- hlevík tečkovaný (Anthoceros punctatus): stélka na okrajích kadeřavá. Ve stélce je slizová dutina často obsahující symbiotickou sinici z rodu jednořadka – Nostoc. Výtrusy má hnědé až černé.
- hlevíček hladký (Phaeoceros laevis): stélka není na okrajích kadeřavá a slizové dutiny obyčejně chybějí. Výtrusy má žluté nebo žlutohnědé.

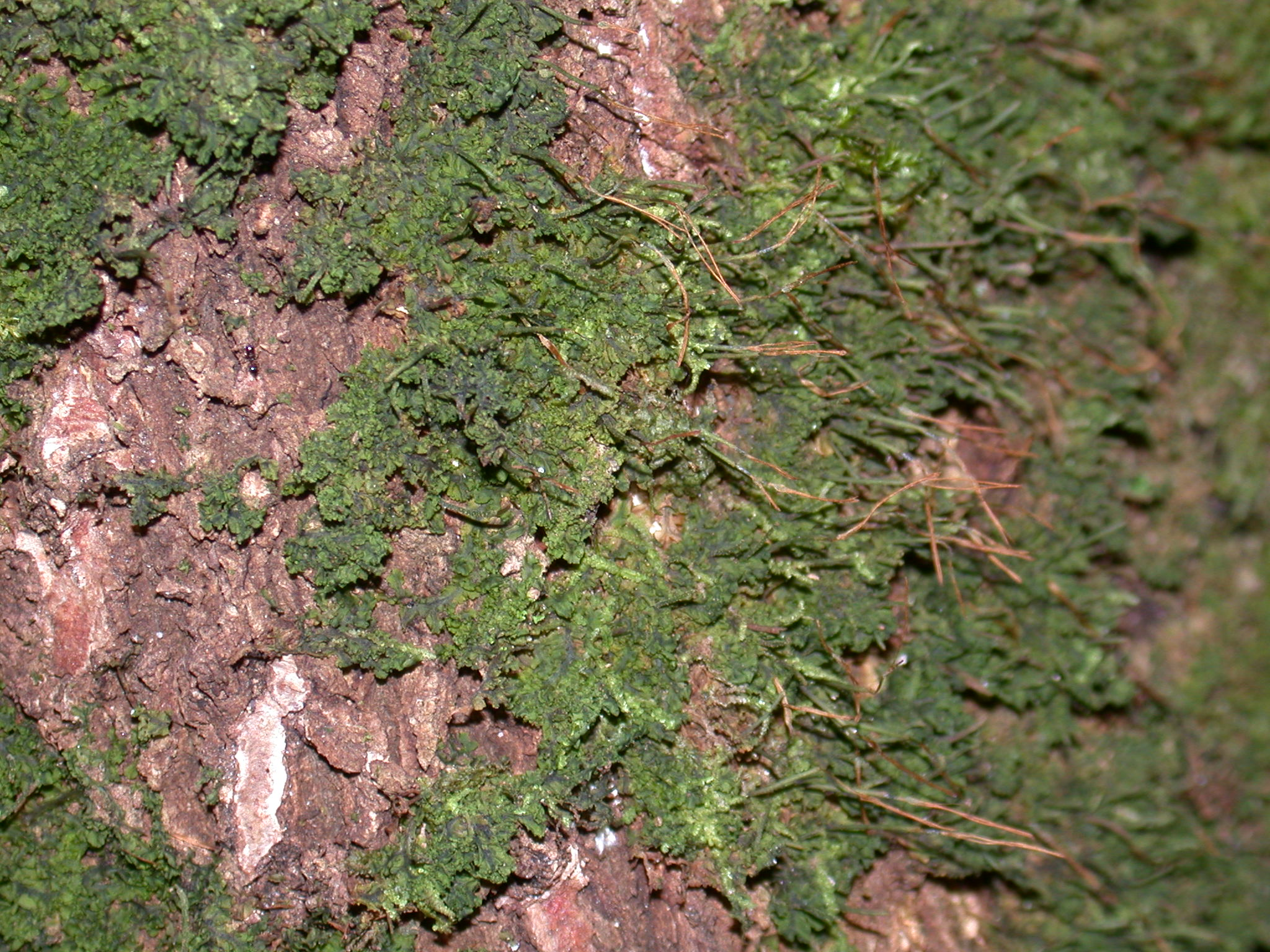
Dendroceros crispus rostoucí na kůře stromu

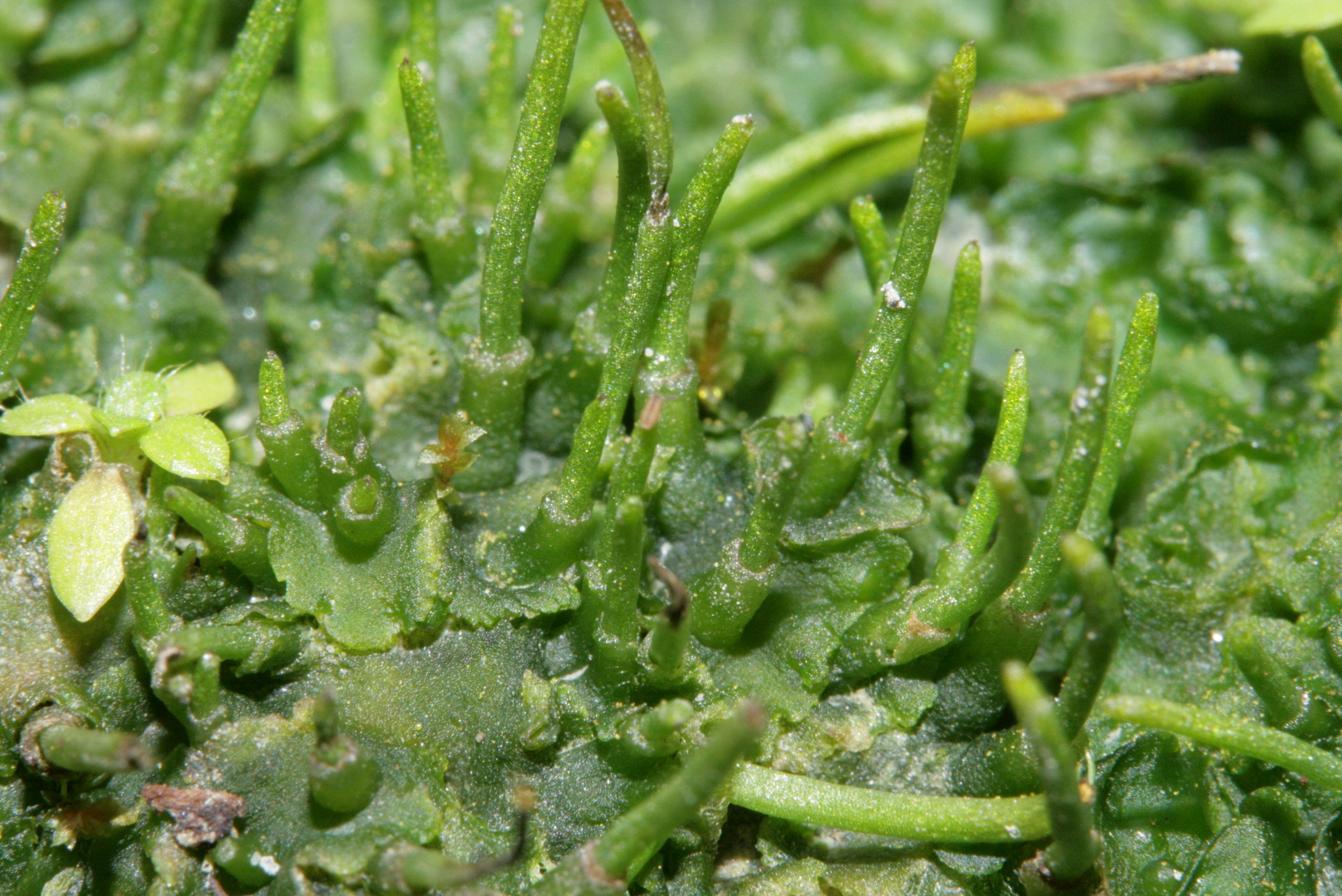
Phaeoceros carolinianus

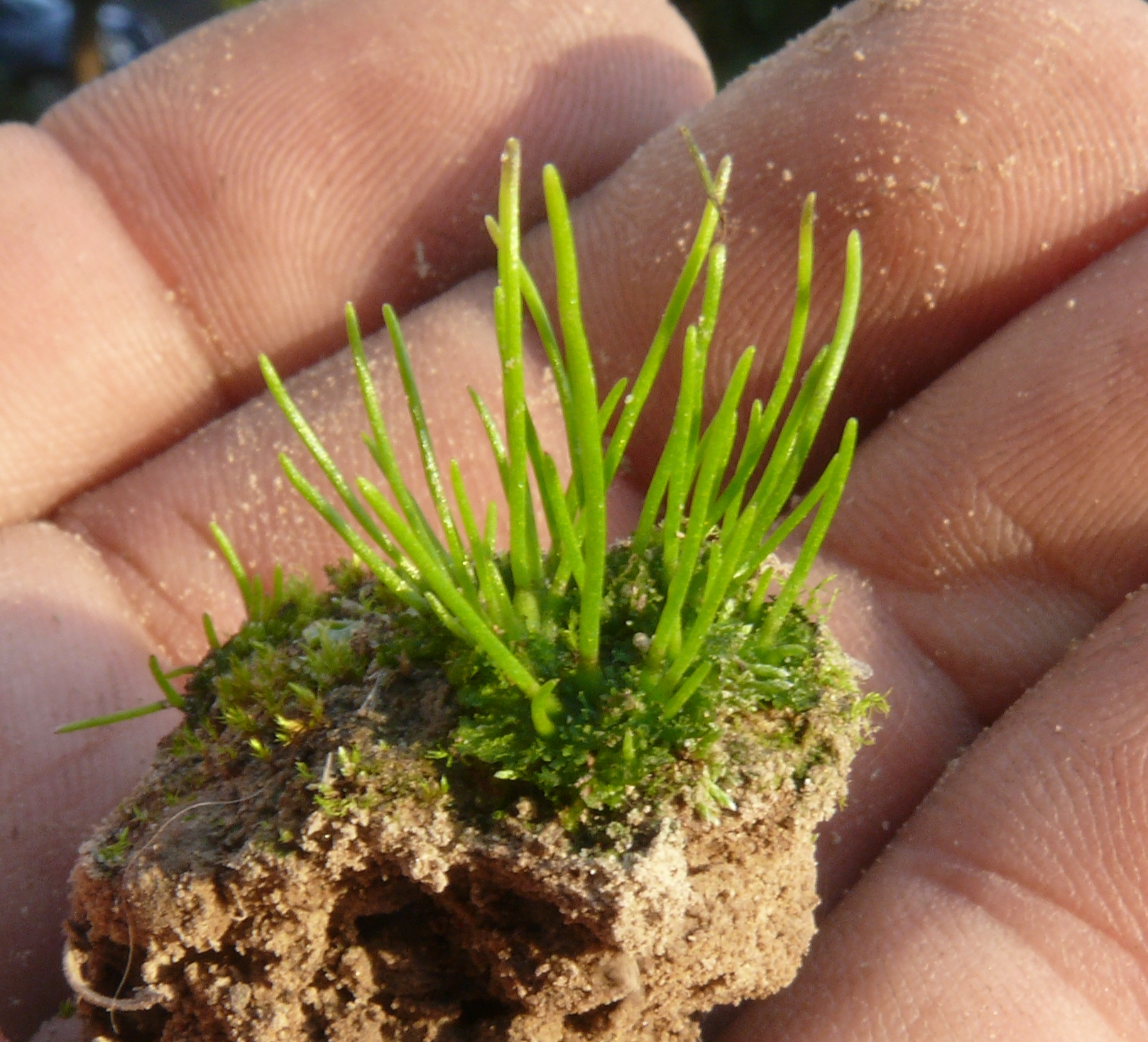
Anthoceros agrestis

## Taxonomie
- Leiosporocerotaceae
  - Leiosporoceros
- Anthocerotaceae
  - hlevík (Anthoceros)
  - Folioceros
  - Sphaerosporoceros
- Notothyladaceae
  - vycpálka (Notothylas)
  - hlevíček (Phaeoceros)
  - Paraphymatoceros
  - Hattorioceros
  - Mesoceros
- Phymatocerotaceae
  - Phymatoceros
- Dendrocerotaceae
  - Dendroceros
  - Megaceros
  - Nothoceros
  - Phaeomegaceros